# Józef Pielesiak
Józef Pielesiak (ur. 31 października 1893 w Łodzi, zm. 28 października 1980 tamże) – plutonowy Wojska Polskiego, uczestnik wojny polsko-bolszewickiej i kampanii wrześniowej. Kawaler Orderu Virtuti Militari.

## Życiorys
Urodził się 31 października 1893 w Łodzi w rodzinie Andrzeja i Wiktorii z d. Cyranek. Absolwent szkoły powszechnej. Od stycznia 1917 należał do łódzkiego oddziału Polskiej Organizacji Wojskowej. Należał też do batalionu strzeleckiego w Łodzi. Od 11 listopada 1918 jako żołnierz ochotnik w odrodzonym Wojsku Polskim. Służył w 29 pułku piechoty, następnie w 19 pułk artylerii na froncie polsko-bolszewickim. Za aktywny udział w walkach i odniesione rany w lipcu 1920 został odznaczony Orderem Virtuti Militari.
Przeniesiony do rezerwy 22 marca 1922. Pracował m.in. w fabryce włókienniczej i Starostwie Powiatowym w Łodzi.
Zmobilizowany w 1939 i w kampanii wrześniowej jako żołnierz 26 pułku piechoty, wzięty do niewoli sowieckiej a później wymieniony. Okupację spędził na robotach w Niemczech. Do Łodzi wrócił po zakończeniu wojny w 1945. Zmarł 28 października 1980, pochowany na cmentarzu św. Franciszka w Łodzi.

## Życie prywatne
Od 1922 żonaty z Bronisławą Krzemińską. Mieli dwoje dzieci.

## Ordery i odznaczenia
- Krzyż Srebrny Orderu Wojskowego Virtuti Militari nr 406[1][2]